# 탄동천
탄동천은 대전광역시 유성구 추목동 일대에서 발원하여 대덕연구단지를 관통한 후, 대전광역시 유성구 구성동에서 갑천과 합류하는 길이 7.4km의 지방 하천이다.

## 생태계
탄동천 상류에는 대륙송사리, 버들치, 다슬기, 물잠자리, 동사리가 서식한다. 탄동천 주변 가까이 있는 성두산과 매봉산에는 천연기념물인 황조롱이, 소쩍새, 솔부엉이가 살고 있다.